# Qiu yue
Pour plus de détails, voir Fiche technique et Distribution.
Qiu yue (秋月) est un film réalisé par Clara Law, sorti en 1992.

## Fiche technique
- Titre : Qiu yue
- Titre original : 秋月
- Titre anglophone : Autumn Moon
- Réalisation : Clara Law
- Scénario : Eddie Ling-Ching Fong
- Pays d'origine : Hong Kong - Japon
- Genre : comédie dramatique
- Date de sortie : 1992

## Distribution
- Masatoshi Nagase : Tokio
- Pei-Hui Li : Lee Pui Wai
- Siu Wan Choi : Granny
- Maki Kiuchi : Miki